# James Keene
Pour les articles homonymes, voir Keene.
James Keene est un footballeur anglais né le 26 décembre 1985 à Wells (Angleterre). Il est attaquant au Östers IF.

## Biographie

### Début de carrière
Keene est formé à Portsmouth FC où il fait toutes ses classes. Jugé trop faible pour l'équipe première, il est prêté à Kidderminster en League 2 (4e division) où il débute à l'occasion d'une défaite 2-0 sur le terrain des Bristol Rovers. Il est néanmoins nommé homme du match pour l'équipe visiteuse. Il joue encore 5 autres matchs pour Kidderminster, se faisant remarquer pour ses bonnes prestations.
À son retour à Fratton Park, il se voit offrir son premier contrat professionnel pour une durée de deux ans. En outre il participe aux deux derniers matchs de la saison 2004/05 avec Portsmouth, face aux Bolton Wanderers (1-1, remplaçant) et à West Bromwich Albion (défaite 2-0, titulaire).
Durant la saison 2005/06 il est prêté à nouveau à l'AFC Bournemouth, en League One (D3), avant d'être prêté la même saison à Boston United, en League Two (D4). Il inscrit le premier but de sa carrière le 15 octobre 2005 lors d'une victoire 1-0 de Bournemouthsur le terrain de Colchester.

### La Suède
En mars 2006, il est prêté au club suédois de GAIS et participe au championnat de Suède de football 2006. Là bas, il se fait vite remarquer en inscrivant notamment son premier but à l'occasion d'un derby de Göteborg face à Örgryte IS. Ce prêt est un succès pour l'Anglais qui termine la saison avec 10 buts au compteur (son meilleur total) en 22 apparitions.
En fin de contrat, il choisit de s'engager pour cinq saisons avec l'IF Elfsborg, champion de Suède en titre. S'il se montre moins efficace avec Elfsborg, il n'en reste pas moins un rouage essentiel du club. Au point qu'il signe, en février 2011, une prolongation de contrat avec les Jaunes et Noir qui porte son bail jusqu'en 2014. À l'occasion de cette prolongation, son entraîneur, Magnus Haglund, dit de lui qu'il a "été bon chaque saison depuis son arrivée au club" et qu'il pense que ses meilleures années sont encore devant lui.
Au début de l'année 2013, il est prêté un mois à son ancien club, le Portsmouth FC.

### Carrière internationale
Jamais retenu avec la sélection Anglaise, Keene a indiqué qu'il aimerait intégrer pour la sélection suédoise quand il y sera éligible en  2012.

## Palmarès
- Championnat d'Afrique du Sud : 2017